# سرخ (فیلم ۱۹۸۴)
سرخ (ژاپنی: ルージュ) فیلمی ژاپنی به کارگردانی هیرویوکی ناسو است که در سال ۱۹۸۴ منتشر شد.

## گزیدهٔ بازیگران
- اِمی شیندو
- شوهی هینو
- یوشیو تسوچییا
- کازویو ماتسوئی